# Aetodactylus
Aetodactylus halli
Genre
Espèce
Aetodactylus (littéralement « doigt d'aigle ») est un genre fossile de ptérosaures du clade des Targaryendraconia. Il n'est représenté que par une seule espèce, Aetodactylus halli, connue à partir d'une mâchoire inférieure découverte dans des roches du Crétacé supérieur, dans le Nord-Est du Texas, aux États-Unis.

## Description
Aetodactylus est basé sur le spécimen SMU 76383 (conservé au Shuler Museum of Paleontology à l'Université méthodiste du Sud), une mâchoire inférieure presque complète, à l'exception du processus rétro articulaire droit (la pointe osseuse postérieure à l'articulation de la mâchoire), d'une partie de l'extrémité postérieure de la symphyse mandibulaire (là où les deux moitiés de la mâchoire inférieure se rejoignent), et de toutes les dents sauf deux. Ce spécimen a été découvert en 2006 par Lance Hall près d'un chantier de construction à Mansfield, près du Joe Pool Lake (en) (répertorié sous le nom de SMU Lac. 424). La roche dans laquelle il a été trouvé est un grès marin calcaire riche en particules de taille fine, datant du Cénomanien moyen (soit il y a environ 97 millions d'années), dans la formation de Tarrant (en). On y a également retrouvé des dents et des vertèbres de poissons, ainsi que des os indéterminés. La formation de Tarrant constitue l'unité rocheuse la plus basse du groupe d'Eagle Ford daté du Cénomanien-Turonien.
Aetodactylus se distingue des autres ornithochéiroïdes par plusieurs caractéristiques anatomiques de la mâchoire inférieure, notamment une légère expansion de l'extrémité antérieure, une compression verticale marquée de la symphyse, un espacement relativement constant des dents, et une légère courbure vers le haut de la mâchoire inférieure. Myers a noté que le genre se rapprochait le plus du genre chinois Boreopterus. Aetodactylus représente l'un des enregistrements définitifs les plus récents d'ornithochéiroïdes.
La mâchoire SMU 76383 mesure 38,4 cm de long, dont 15,8 cm (soit environ 41 %) sont la portion où les deux moitiés sont fusionnées. Elle comptait 27 paires de dents ; les deux dents restantes sont pointues, légèrement recourbés vers l'arrière, aplaties latéralement, et fines. L'extrémité de la mâchoire est légèrement élargie (jusqu'à 16 mm à partir d'un minimum de 13 mm juste en arrière), et contient les quatre premières paires de dents, la première paire étant orientée vers l'avant. D'après la taille des alvéoles dentaires, les dents des deuxième et troisième paires étaient les plus grandes, leur taille diminuant vers l'arrière. Il existe de petites fossettes entre les dents postérieures, interprétées comme des points de contact avec les dents de la mâchoire supérieure. Ces fossettes disparaissent en cours de rangée, ce qui suggère que les dents antérieures des mâchoires supérieures étaient plus longues et orientées vers l'avant. Contrairement à certains autres ornithochéiroïdes comme Anhanguera, Coloborhynchus ou Ornithocheirus, il n'y a pas de crête osseuse sur la mâchoire inférieure.
Aetodactylus était initialement considéré comme un parent possible de Boreopterus, mais des analyses cladistiques ultérieures l'ont rapproché plutôt de Cimoliopterus.

## Classification
Le nom valide complet (avec auteur) de ce taxon est Aetodactylus Myers (d), 2010. Son espèce type est Aetodactylus halli.

### Cladogramme
Cladogramme basé sur l'analyse de Pêgas (d) et al. (2019), qui réattribue Aetodactylus au clade Targaryendraconia au sein du groupe plus large des Ornithocheirae, et plus précisément à la famille des Cimoliopteridae :
|  | Aussiedraco    |
|  |                |
|  | Barbosania     |
|  |                |
|  | Targaryendraco |
|  |                |

|  | Aetodactylus  |
|  |               |
|  | Camposipterus |
|  |               |
|  | Cimoliopterus |
|  |               |

|  | Aussiedraco    |
|  |                |
|  | Barbosania     |
|  |                |
|  | Targaryendraco |
|  |                |

|  | Aetodactylus  |
|  |               |
|  | Camposipterus |
|  |               |
|  | Cimoliopterus |
|  |               |

|  | Hamipterus    |
|  |               |
|  | Iberodactylus |
|  |               |

|  | Tropeognathus    |
|  |                  |
|  | Coloborhynchinae |
|  |                  |
|  | Anhanguerinae    |
|  |                  |

|  | Hamipterus    |
|  |               |
|  | Iberodactylus |
|  |               |

|  | Tropeognathus    |
|  |                  |
|  | Coloborhynchinae |
|  |                  |
|  | Anhanguerinae    |
|  |                  |

|  | Aussiedraco    |
|  |                |
|  | Barbosania     |
|  |                |
|  | Targaryendraco |
|  |                |

|  | Aetodactylus  |
|  |               |
|  | Camposipterus |
|  |               |
|  | Cimoliopterus |
|  |               |

|  | Aussiedraco    |
|  |                |
|  | Barbosania     |
|  |                |
|  | Targaryendraco |
|  |                |

|  | Aetodactylus  |
|  |               |
|  | Camposipterus |
|  |               |
|  | Cimoliopterus |
|  |               |

|  | Hamipterus    |
|  |               |
|  | Iberodactylus |
|  |               |

|  | Tropeognathus    |
|  |                  |
|  | Coloborhynchinae |
|  |                  |
|  | Anhanguerinae    |
|  |                  |

|  | Hamipterus    |
|  |               |
|  | Iberodactylus |
|  |               |

|  | Tropeognathus    |
|  |                  |
|  | Coloborhynchinae |
|  |                  |
|  | Anhanguerinae    |
|  |                  |

|  | Aussiedraco    |
|  |                |
|  | Barbosania     |
|  |                |
|  | Targaryendraco |
|  |                |

|  | Aetodactylus  |
|  |               |
|  | Camposipterus |
|  |               |
|  | Cimoliopterus |
|  |               |

|  | Aussiedraco    |
|  |                |
|  | Barbosania     |
|  |                |
|  | Targaryendraco |
|  |                |

|  | Aetodactylus  |
|  |               |
|  | Camposipterus |
|  |               |
|  | Cimoliopterus |
|  |               |

|  | Hamipterus    |
|  |               |
|  | Iberodactylus |
|  |               |

|  | Tropeognathus    |
|  |                  |
|  | Coloborhynchinae |
|  |                  |
|  | Anhanguerinae    |
|  |                  |

|  | Hamipterus    |
|  |               |
|  | Iberodactylus |
|  |               |

|  | Tropeognathus    |
|  |                  |
|  | Coloborhynchinae |
|  |                  |
|  | Anhanguerinae    |
|  |                  |

|  | Aussiedraco    |
|  |                |
|  | Barbosania     |
|  |                |
|  | Targaryendraco |
|  |                |

|  | Aetodactylus  |
|  |               |
|  | Camposipterus |
|  |               |
|  | Cimoliopterus |
|  |               |

|  | Aussiedraco    |
|  |                |
|  | Barbosania     |
|  |                |
|  | Targaryendraco |
|  |                |

|  | Aetodactylus  |
|  |               |
|  | Camposipterus |
|  |               |
|  | Cimoliopterus |
|  |               |

|  | Hamipterus    |
|  |               |
|  | Iberodactylus |
|  |               |

|  | Tropeognathus    |
|  |                  |
|  | Coloborhynchinae |
|  |                  |
|  | Anhanguerinae    |
|  |                  |

|  | Hamipterus    |
|  |               |
|  | Iberodactylus |
|  |               |

|  | Tropeognathus    |
|  |                  |
|  | Coloborhynchinae |
|  |                  |
|  | Anhanguerinae    |
|  |                  |

### Étymologie
Le nom générique, Aetodactylus, dérive de la combinaison en grec ancien de ἀετός (aetós), « aigle », et de δάκτυλος (dáktulos), « doigt ».
L'épithète spécifique, halli, lui a été donnée en l'honneur de Lance Hall qui a découvert les restes fossiles.

### Publication originale
- [2010] (en) Timothy S. Myers, « A new ornithocheirid pterosaur from the Upper Cretaceous (Cenomanian–Turonian) Eagle Ford Group of Texas », Journal of Vertebrate Paleontology, vol. 30, no 1,‎ janvier 2010, p. 280–287 (DOI 10.1080/02724630903413099, Bibcode 2010JVPal..30..280M, S2CID 130367018, lire en ligne).